# Malcolm Osborne
Pour les articles homonymes, voir Osborne.
Malcolm Osborne, né le 1er août 1880 à Frome (Somerset) et mort en 1963, est un graveur britannique.

## Biographie
Malcolm Osborne est né le 1er août 1880 au 2 Waterloo à Frome (Somerset). Il est l'un des trois fils d'Alfred Arthur Osborne, un maître d'école, et de son épouse, Sarah Elizabeth, née Biggs. Malcolm Osborne est formé à Bristol à l'école de la Society of Merchant Venturers. Il est un élève de Frank Short,. Il est président de la Royal Society of Painter-Printmakers de 1938 à 1962.